# Mistrzostwa Australii w Chodzie Sportowym 2010
Mistrzostwa Australii w Chodzie Sportowym 2010 – zawody lekkoatletyczne, które odbyły się 13 lutego w Hobart. Poza zawodnikami z Australii wystąpili reprezentanci Nowej Zelandii, Japonii, Meksyku oraz Szwecji.

## Rezultaty

### Mężczyźni
|                        | 1. miejsce      | Rezultat | 2. miejsce      | Rezultat | 3. miejsce     | Rezultat |
| Seniorzy Chód na 20 km | Jared Tallent   | 1:19:15  | Luke Adams      | 1:22:07  | Ato Ibanez     | 1:23:30  |
| Juniorzy Chód na 10 km | Dane Bird-Smith | 43:17    | Sean Fitzsimons | 43:32    | Rhydian Cowley | 44:26    |

### Kobiety
|                        | 1. miejsce     | Rezultat | 2. miejsce     | Rezultat | 3. miejsce      | Rezultat |
| Seniorki Chód na 20 km | Claire Tallent | 1:32:40  | Cheryl Webb    | 1:33:28  | Jillian Hosking | 1:34:13  |
| Juniorki Chód na 10 km | Regan Lamble   | 48:12    | Beth Alexander | 49:03    | Paige Hooper    | 49:26    |